# Hipódromo de las Américas
El Hipódromo de las Américas es una pista de carreras para purasangres y cuartos de milla, inaugurada el 6 de marzo de 1943. Se ubica aproximadamente a seis kilómetros y medio del centro del distrito, en Lomas de Sotelo, Ciudad de México. Es propiedad mayoritaria de la empresa española Codere y operado por Administradora Mexicana de Hipódromo.
Entre sus instalaciones se encuentran la sede y la tribuna originales —con asientos para 20.000 personas— y un sector de establos donde es posible acomodar 1700 caballos. Alberga el Derby mexicano y muchos jinetes prominentes han corrido en él con el pasar de los años; despegando en este lugar su carrera para posteriormente convertirse en exitosos jockeys en los distintos hipódromos en Estados Unidos y Canadá.
La pista del Hipódromo de las Américas tiene una longitud total de 1,408 metros (7 Furlongs) con capacidad para un máximo de 14 caballos por carrera.
El clásico más importante del año es el Handicap de las Américas, donde se recorre 1  3/16 de milla, o sea 1,9 km. El clásico más corto es el Handicap Día del Charro, 4 1/2 furlongs o 905 m de longitud, y el más largo es el Handicap Copa de Oro, con una milla y media, o  2,4 km. 
En el Hipódromo de Las Américas se disputan las competencias todos los viernes, sábados y domingos (además del natalicio de Benito Juárez) desde fines de enero hasta mediados de diciembre. El Hipódromo de las Américas es un lugar de convivencia 100% familiar, el costo de la entrada general es de $20 pesos mexicanos .Este establecimiento es un lugar que fomenta la convivencia familiar. La cultura de la hípica es una de las cosas más emocionantes del mundo.
- Wikimedia Commons alberga una categoría multimedia sobre Hipódromo de las Américas.